# 1696.
◄ | 16. stoljeće | 17. stoljeće | 18. stoljeće | ►
◄ | 1660-ih | 1670-ih | 1680-ih | 1690-ih | 1700-ih | 1710-ih | 1720-ih | ►
◄◄ | ◄ | 1693. | 1694. | 1695. | 1696. | 1697. | 1698. | 1699. | ► | ►►
Arhitektura • Astronomija • Biologija • Glazba • Kazalište • Kemija • Kiparstvo • Knjige • Književnost • Kršćanstvo • Medicina • Politika • Pravo • Promet • Slikarstvo • Znanost

## Rođenja
- 5. ožujka – Giovanni Battista Tiepolo, talijanski slikar († 1770.)
- 2. kolovoza – Mahmud I., turski sultan († 1754.)
- 27. rujna. – Alfons Liguori, talijanski svetac († 1787.)

## Vanjske poveznice
|  | Zajednički poslužitelj ima još gradiva o temi 1696. |